# ثوران جبل ميرابي عام 2010
في أواخر أكتوبر 2010، بدأ جبل ميرابي الواقع على حدود جاوة الوسطى ومنطقة يوجياكارتا الخاصة في إندونيسيا، سلسلة متزايدة العنف من الانفجارات التي استمرت حتى نوفمبر. ازداد النشاط الزلزالي حول البركان منذ منتصف سبتمبر فصاعدا، أدى هذا النشاط إلى انفجارات متكررة من الحمم البركانية والرماد البركاني. تشكلت أعمدة ثوران كبيرة، مما تسبب في حدوث عدد من التدفقات البركانية الفتاتية أسفل المنحدرات المكتظة بالسكان في البركان. كان ثوران بركان ميرابي في عام 2010 هو الأكبر منذ عام 1872.
كانت هناك عملية إجلاء لأكثر من 350 ألف شخص من المنطقة المتضررة. وبقي عدد آخر من الأشخاص أو عادوا إلى منازلهم بينما استمرت الانفجارات. قُتل 353 شخصًا أثناء الانفجارات،  العديد منهم نتيجة للتدفقات البركانية الفتاتية.    
استمر ثوران الجبل حتى 30 نوفمبر 2010. في 3 ديسمبر 2010، تم تخفيض حالة التأهب الرسمية إلى المستوى 3، من المستوى 4، بعد أن هدأ النشاط البركاني. 